# Good Morning World!
「Good Morning World!」（グッドモーニング・ワールド）は、日本のロックバンド、BURNOUT SYNDROMESのメジャー4枚目のシングル。2019年8月21日発売。発売元はEPICレコードジャパン。

## 概要
前作「SPEECH」から7ヵ月ぶり、CDシングルとしては「花一匁」より1年6ヵ月ぶりのシングル。
7月6日より「Good Morning World!」単曲の先行配信リリースされ、8月21日から初回生産限定盤(CD+DVD)、期間生産限定盤/Dr.STONE盤(CD+DVD)、通常盤の3形態でのリリースとなった。
初回生産限定盤付属DVDには、MVと、初となるメイキングを収録、期間生産限定盤/Dr.STONE盤はアニメ描き下ろしイラストジャケット絵柄+付属DVDにはTVアニメのオープニング映像（ノンクレジット）が収録された。

## 収録曲
全曲作詞・作曲：熊谷和海、編曲：いしわたり淳治 & BURNOUT SYNDROMES
1. Good Morning World!
MXTV他アニメ『Dr.STONE』オープニング・テーマ
提出したデモから制作陣からのオーダーを受け、何度も協議を重ね、幾通りものパターンを比較し、試行錯誤の果てに完成した作品で熊谷曰く「結果、容赦なくかっこいいと思える自信作になりました」とコメントしている[2]。
2. Ms. Thunderbolt